# Myriophylletum verticillati
Zespół wywłócznika okółkowego (Myriophylletum verticillati) – syntakson makrofitów w randze zespołu budowany głównie przez wywłócznika okółkowego. Należy do klasy zespołów hydrofitów Potametea.

## Charakterystyka
Zbiorowisko łąk podwodnych. Zajmuje wody słodkie o dość dużej głębokości przekraczając 3,5 m głębokości). Spotykane w wodach stojących – jeziorach eutroficznych, rzadziej mezotroficznych, starorzeczach czy sztucznych zbiornikach, jak glinianki lub torfianki. Wymaga podłoża organicznego, a skład i przejrzystość wód jest zróżnicowany, o odczynie od lekko kwaśnego po lekko zasadowy. Często występuje najgłębiej w zbiornikach o odłożonej warstwie osadów organicznych. W sukcesji ekologicznej wypierane jest przez ich zbiorowiska nymfeidów lub pleustofitów. Bardzo rzadko ten etap jest pominięty i zbiorowisko zarasta szuwarem.
Występowanie
W Polsce na terenie całego kraju, nierównomiernie.
Charakterystyczna kombinacja gatunków
ChAss. : wywłócznik okółkowy Myriophyllum verticillatum.
ChAll. : żabiściek pływający Hydrocharis morsus-ranae, grążel żółty Nuphar luteum, grzybienie białe Nymphaea alba, osoka aloesowata Stratiotes aloides.
ChCl., ChO. : jaskier (włosienicznik) krążkolistny Ranunculus circinatus, rogatek sztywny Ceratophyllum demersum, rogatek krótkoszyjkowy C. submersum, moczarka kanadyjska Elodea canadensis, wywłócznik kłosowy Myriophyllum spicatum, wywłócznik okółkowy M. verticillatum, rdestnica ściśniona Potamogeton compressus, rdestnica kędzierzawa Potamogeton crispus, rdestnica połyskująca P. lucens, pływacz zwyczajny Utricularia vulgaris.
Typowe gatunki
Charakterystyczna kombinacja gatunków zbiorowiska ma znaczenie dla diagnostyki syntaksonomicznej, jednak nie wszystkie składające się na nią gatunki występują często. Dominantem jest wywłócznik okółkowy. Inne częściej występujące gatunki to: grążel żółty, rdestnica pływająca, jaskier (włosienicznik) krążkolistny, rogatek sztywny, moczarka kanadyjska i grzybienie białe. Gatunki towarzyszące są zróżnicowane, częstsza wśród nich jest rzęsa trójrowkowa.

## Kontrowersje syntaksonomiczne
W dawniejszych ujęciach zbiorowiska zdominowane przez wywłócznika okółkowego były uważane za fację zespołu Myriophyllo-Nupharetum Koch 1926, którego jest gatunkiem charakterystycznym. Wyodrębniony zespół był w systemie Tomaszewicza zaliczony do rzędu elodeidów Eu-Potamogetonion (Potamion), a w systemie Matuszkiewicza jest zaliczany do rzędu nymfeidów Nymphaeion. Zmiana ta wynika stąd, że o ile sam dominant, czyli wywłócznik okółkowy jest elodeidem, o tyle o całokształcie zbiorowiska w większym stopniu decydują gatunki ze związku Nymphaeion, często właśnie o formie nymfeidów.

## Zastosowanie
Zespół ten jest jednym z identyfikatorów fitosocjologicznych chronionych w sieci Natura 2000 siedlisk przyrodniczych o nazwach „zalewy i jeziora przymorskie” oraz „starorzecza i naturalne eutroficzne zbiorniki wodne ze zbiorowiskami z Nympheion, Potamion”.